# Mifune, Kumamoto
Mifune (japanska: 御船町?, Mifune-machi) är en landskommun (köping) i Kumamoto prefektur i Japan.  